# Сонора (пустиня)
Сонора (на английски: Sonoran Desert; на испански: Desierto de Sonora) е пустинна и полупустинна област в Северна Америка, разположена в северозападната част на Мексико, в щатите Сонора и Баха Калифорния и югозападната част на САЩ, в щатите Калифорния и Аризона. Обгражда от северозапад, север и североизток Калифорнийския залив. На изток е ограничена от северните хребети на планинската верига Западна Сиера Мадре, а на запад – от хребетите Сиера де Хуарес и Сиера Сан Педро Мартир. На север преминава в пустинята Мохаве. Заема площ от около 260 000 km². В релефа на пустинната се редуват масивни планински хребети с височина до 1000 – 1200 m и ниски падини (болсони), заети с временни солени езера. Сонора е измежду пустините с най-много валежи, които на отделни места могат да достигнат до 610 mm на година. Тя е сред най-големите и горещи пустини. Средните температури през зимата са 11 °C, а през лятото – 30 °C.
Дом е на някои уникални видове растения и животни като например гигантските кактуси сагуаро и идрия, креозотов храст, юка. Тук могат да се срещнат 60 вида бозайници, 350 вида птици, над 100 вида влечуги и над 2000 вида растения.